# Casa Europa
Casa Europa es un histórico edificio colonial portugués de finales del siglo XIX situado en el Bidau Lecidere de Dili, capital de Timor Oriental.
Inicialmente, este edificio era un cuartel de infantería portugués y, a finales de los años 1930, se convirtió en sede de la administración municipal de Dili. Durante la Batalla de Timor, fue el cuartel general japonés. Luego volvió a ser una instalación militar portuguesa hasta 1972, cuando pasó a manos de las Fuerzas Armadas de Indonesia. 
Es el edificio más antiguo del centro de la ciudad y desde entonces ha sido renovado y ha recibido su nombre actual. Sin embargo a 2022, está desocupado y se encuentra en mal estado de conservación.

## Historia
El primer edificio que se construyó en el solar de la Casa Europa fue una rudimentaria fortaleza que data de 1769. Aunque su nombre oficial era Fortaleza de Nossa Senhora da Conceição (Fortaleza de Nuestra Señora de la Concepción), era más conocida como Tranqueira (Empalizada), porque estaba hecho de madera.
La iniciativa de sustituir ese edificio por uno más sólido provino de un gobernador del Timor Portugués de mediados del siglo XIX, José Maria Marques. Sin embargo, la construcción del edificio actual sobre las ruinas de la fortaleza no comenzó hasta 1871, cinco años después de que un incendio destruyera la fortaleza y devastara gran parte de la ciudad. La mayor parte de las obras de construcción se llevaron a cabo entre 1884 y 1899.
En 1895, antes de que se terminara de construir el edificio, fue ocupado como Quartel de Infantaria (Cuartel de Infantería). Sin embargo, en la década de 1930 se había quedado pequeño para esa función. Por ello, entre 1937 y 1940, fue sede de la administración municipal de Dili y de los servicios de policía, incluidos los de la contingente población indígena cipayo.
Durante la ocupación japonesa de Timor Portugués de 1942 a 1945, el edificio albergó el cuartel general japonés, con la consecuencia de que escapó de la destrucción que sufrió el resto de la ciudad. Después de la rendición japonesa, el edificio volvió a manos del ejército portugués, como cuartel del regimiento Caçadores (Cazadores). En la década de 1960, fue ocupado por la Companhia de Intendência (Compañía de Intendencia). Quedó vacante cuando el Destacamento se trasladó a Taibesse en 1972, pero fue ocupado por una unidad militar indonesia tras la invasión indonesia de Timor Oriental en 1975.
En septiembre de 1999, durante la crisis de Timor Oriental de ese año, el edificio fue gravemente dañado por fuerzas integracionistas pro-indonesias. Entre 2000 y 2002, bajo la dirección del Banco Mundial, se llevó a cabo una primera renovación del edificio. Los principales patrocinadores de esa renovación fueron la Comisión Europea y la Unión Europea. Una vez finalizada la renovación, se instaló en el edificio el Uma Fukun, el centro cultural oficial de Timor Oriental, con una biblioteca, instalaciones didácticas y de vídeo y un auditorio. La ironía de instalar el nuevo centro cultural de Timor Oriental en el antiguo cuartel general militar de sus colonizadores no pasó inadvertida para nadie.
En 2007, tras otra crisis en Timor Oriental, el presidente de Timor Oriental, José Ramos-Horta, y el Gobierno de Timor Oriental decidieron que la Comisión Europea podría establecer su nueva delegación en el edificio. El 24 de noviembre de 2007, el presidente entregó el edificio al Presidente de la Comisión Europea, José Manuel Durão Barroso, y pasó a llamarse Casa Europa. Entre enero y septiembre de 2008, el edificio fue renovado por segunda vez. El 24 de noviembre de 2008, el presidente Ramos-Horta y el Comisario Europeo de Desarrollo y Ayuda Humanitaria, Louis Michel, inauguraron oficialmente la Casa Europa.

## Arquitectura
Casa Europa es una casa de una sola planta con un techo alto. Su diseño es sensible al clima y estilo de vida local. La mampostería con la que fue construida consiste en piedra, ladrillo y yeso, y originalmente tenía un acabado encalado. 
El edificio está formado por tres módulos, conectados y dispuestos en forma de U. Su lado norte que mira al mar está abierto, una disposición que fue posible solo gracias a un arrecife de coral que le dio al área protección natural de los desembarcos de barcos enemigos. La configuración en forma de U promueve la ventilación e iluminación transversales.
Las dos alas laterales del edificio están rematadas con tejados a dos aguas de longitud completa, cada una con proyecciones verticales que dan a la calle y al patio de armas. Ambas alas tienen cornisas y molduras, ventanas abatibles de estilo decimonónico que dan al patio de armas y ventanas de guillotina que se abren a la calle. La sección central tiene una composición simétrica con un alero sostenido por cuatro columnas que denotan la entrada principal, y está equipada de manera similar con un tejado a dos aguas.